# Горили
Горилите (Gorilla) са най-големия род човекоподобни маймуни. Съществуват два вида: обикновена горила (Gorilla gorilla) и планинска горила (Gorilla berengei). Тялото ѝ е едро, мускулесто, без опашка, мъжките екземпляри достигат височина от 1,4 до 2 метра и тежат от 136 до 310 кг, с размах на ръцете, който се простира от 2,3 до 2,7 м и масивен гръден кош до 2 м. Женските горили са по-ниски с височина от 1,25 до 1,5 м, тежат 68–115 кг, с по-малки разстояния на размах на ръцете. Черепната кутия на горилите е 550-685 cm3, а мозъкът по строеж е най-близък до човешкия. Горилите живеят в гористи и скалисти места в Западна Африка и са скитащи, живеят на семейства от по 5-6 индивида. Горилите хълцат, когато са щастливи. 
Най-големите примати, горилите, като цяло са вегетарианци – хранят се с листа, плодове, семена, дървесна кора, корени и цветове, от време на време добавят мравки и термити към менюто си. Те имат ръце, значително по-дълги от краката и късо, масивно тяло с широк гръден кош. Нямат опашки, а в устата си имат 32 зъба. Техните сетива са изключително близки до нашите, имат цветно зрение и леко късогледство. По характер са тихи, нежни и спокойни същества, обитаващи Африка. Зловещия си имидж дължат предимно на Холивуд и неадекватни разкази на неопитни изследователи.
Женската горила тежи средно 90, а мъжката – средно 180 кг. Изследвания сочат, че горилите могат да усвоят нашия език чрез езика на знаците – те разбират граматиката и имат 3 времена. Не боравят с никакви оръдия в природата, макар че, когато са затворени, често се научават да ги използват. Горилите са активни през деня, живеят на малки семейни групи от 6 – 7 члена, които включват един възрастен мъжки, няколко женски и техните малки. Когато малките пораснат, напускат групата, създават нова или се присъединяват към друга. Всяка вечер горилите правят импровизирани „гнезда“ от листа, в които спят. Единствено майките споделят с децата си гнездото.
Когато се чувстват застрашени, горилите шумят, тропат и показват превъзходство, но почти никога не прибягват до агресия и не се конфронтират с други животни. Като цяло са тихи същества, общуват помежду си посредством тихи звуци и жестове. Обикновено се придвижват на четири крака, като сгъват дланите си в юмрук. Прекарват по-голямата част от живота си на земята, макар че дедите им са се движели по дърветата. Обитават тропически гори, влажни гори в низините и блатисти местности.

## Видове и подвидове
- Gorilla beringei – Източноконгоанска горила
- Gorilla beringei beringei – Планинска горила
- Gorilla beringei graueri – Източноконгоанска низинна горила
- Gorilla gorilla – Западноконгоанска горила
- Gorilla gorilla gorilla – Западна равнинна горила
- Gorilla gorilla diehli – Западна речна горила